# Большой Куяш
Большо́й Куя́ш (Куяшское) — село в Кунашакском районе Челябинской области. Административный центр Куяшского сельского поселения. Согласно переписи 2020 года население составляло 1118 человек.

## Этимология
Большой Куяш упоминается также как село Куяшское. Это село, также как и Малый Куяш, расположено у озера Куяш, от которого и получило своё название. Гидроним связан с распространенным у башкир и татар мужским личным именем Кояш, с тюркских языков кояш (ҡояш) переводится как «солнце».

## География
Село расположено на западном берегу озера Куяш. Расстояние до районного центра, Кунашака, 40 километров.

## История села
Местность, занимаемая селом, в XVIII столетии принадлежала башкирам и была у них куплена помещиком Турчаниновым, который из своих имений Нижегородской и Пензенской губернии переселил сюда крепостных крестьян. Основное занятие сельчан — хлебопашество.
Летом 1918 года в районе села произошла серия боёв, между башкирским войском и красноармейцами, в котором победу одержала Башкирское войско. В бою принимал участие Ахмет Заки Валиди.

## Население
| 2002 | 2010  |
| ---- | ----- |
| 1288 | ↘1046 |

По данным Всероссийской переписи, в 2010 году численность населения села составляла 1046 человек (479 мужчин и 567 женщин).

## Улицы
Уличная сеть села состоит из 17 улиц.

## Религия
В селе есть православный каменный храм Покрова Пресвятой Богородицы, заложен 1812 году.